# Orce Orcew
Orce Orcew (bg. Орце Орцев) – bułgarski zapaśnik walczący w stylu klasycznym. Srebrny medalista mistrzostw Europy w 1984 roku.